# Dez pragas do Egito

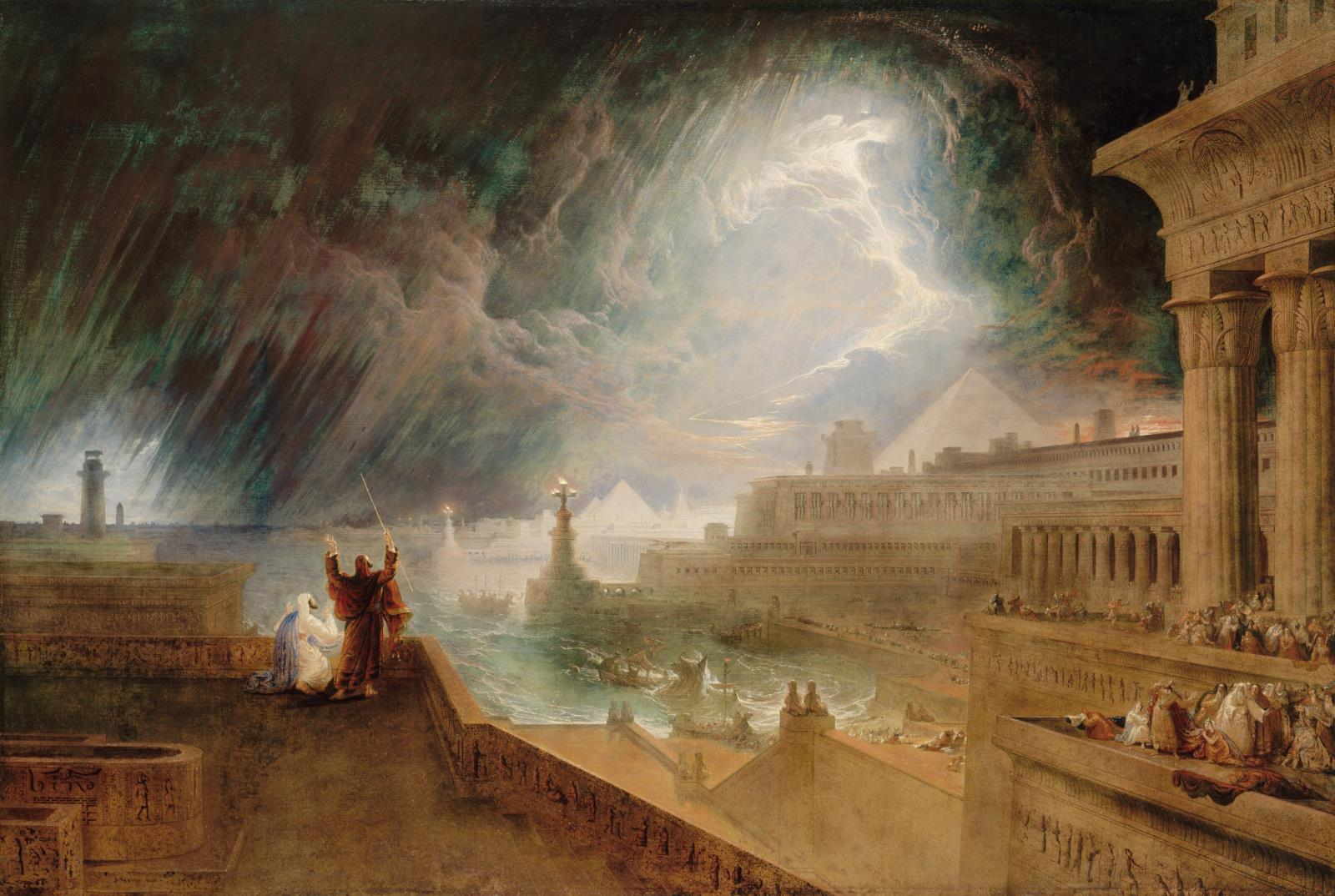
Quadro "A Sétima Praga", de John Martin

Na tradição judaico-cristã, as pragas do Egito (em hebraico: מכות מצרים; romaniz.: Makot Mitzrayim), por vezes referidas como as dez pragas do Egito, foram dez calamidades que, de acordo com o livro bíblico do Êxodo (7-11), o Deus de Israel infligiu no Egito para convencer o faraó a libertar os hebreus (ou israelitas), maltratados pela escravidão. O faraó aceitou as condições de libertação de Deus (ou seja, desistiu) após a décima praga, provocando o êxodo do povo hebreu, que seguiram pelo deserto a caminho da terra de Canaã.
Os estudiosos concordam amplamente que o Êxodo não é um relato histórico. As tentativas de encontrar explicações naturais para as pragas foram rejeitadas pelos estudiosos bíblicos com base em que seu padrão, tempo, rápida sucessão e, acima de tudo, o controle por Moisés as tornam sobrenaturais.

## Motivação das Pragas
No âmbito natural, algumas tentativas de explicação propuseram a hipótese de que as pragas são catástrofes ecológicas, motivadas principalmente pela explosão do vulcão na ilha grega de Santorini.
No âmbito religioso, a Bíblia diz que as pragas serviram para contrastar o poder do Deus de Israel com os deuses egípcios, invalidando-os. Associação de várias das pragas com julgamento sobre deuses específicos, associados ao rio Nilo, fertilidade e fenômenos naturais. De acordo com Êxodo 12:12, todos os deuses do Egito seriam julgados até à décima e última praga: "Naquela mesma noite Eu passarei pela terra do Egito e matarei todos os primogênitos, tanto dos homens como dos animais, e executarei Juízo sobre todos os deuses do Egito."

## Pragas

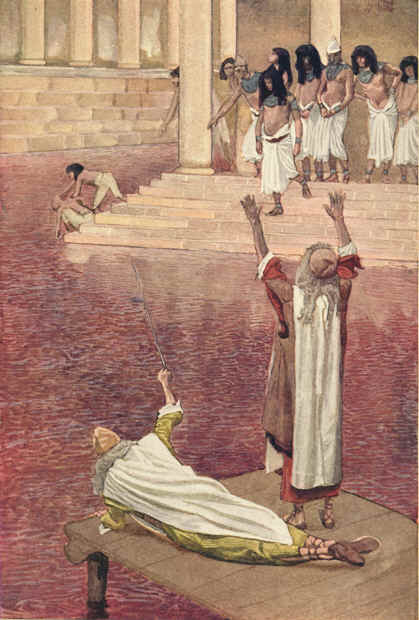
Moisés transforma a água do Egito em sangue, por James Tissot, c. 1895-1900

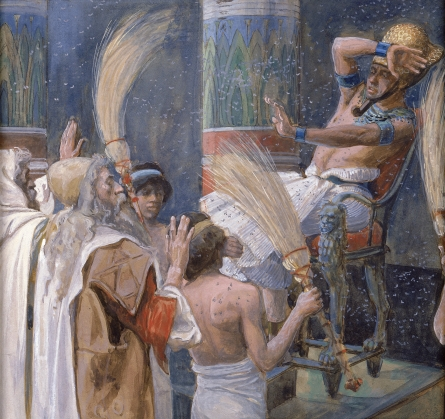
Praga das moscas, por Tissot

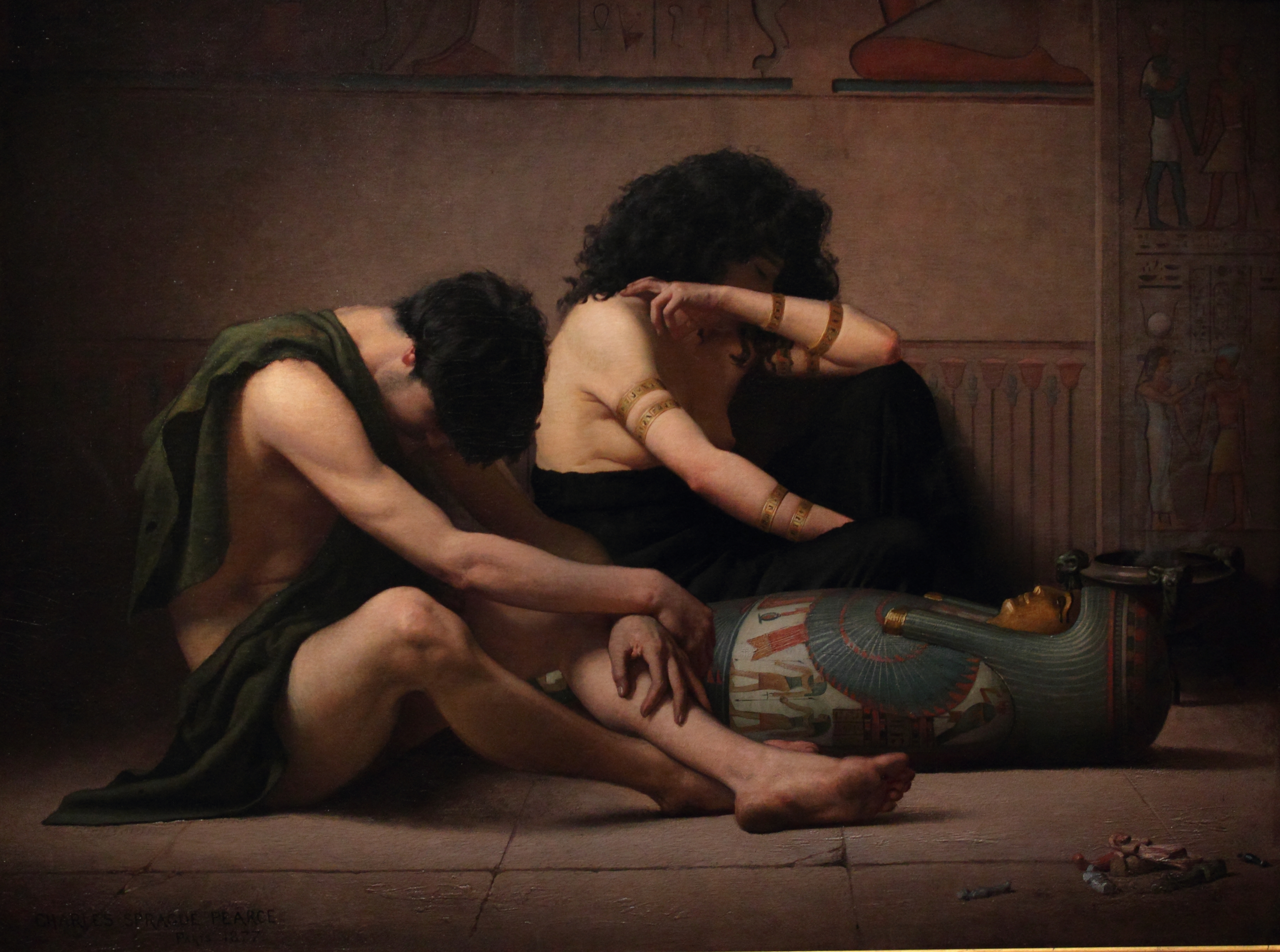
Lamento pela morte do primogênito, por Charles Sprague Pearce

1. As águas do Rio Nilo tingem-se de sangue: Toda a água do Egito foi transformada em sangue e até mesmo os rios foram contaminados, vindo a morrer todos os peixes;
2. Rãs cobrem a terra: Esta praga surgiu após Aarão (irmão de Moisés, que o acompanhou durante todo o processo) estender a mão sobre o Egito e, sob intercessão do Deus dos hebreus, fez surgir rãs de todos os lugares;
3. Piolhos (ou mosquitos) atormentam homens e animais: Da mesma forma que o Egito foi infestado por rãs, desta vez vieram piolhos (ou mosquitos) a encobrir a população e todos os animais. Desencadeada também após Aarão estender as mãos sobre o Egito;
4. Moscas escurecem o ar e atacam homens e animais: Bem semelhante às anteriores, a quarta praga deixou o Egito infestado de moscas. O Faraó concordou em libertar o povo e o Senhor retirou a praga, mas assim que percebeu que a praga havia cessado, o faraó voltou atrás na sua decisão, aprisionando o povo hebreu;
5. A morte dos animais: Desta vez Moisés estendeu a mão sobre o Egito e por ordem do Senhor surgiu uma praga nos animais em que muitos morreram e grande foi a perda para os egípcios;
6. Pústulas cobrem homens e animais: Diante da resistência do faraó, que a cada praga aceitava libertar o povo, mas assim que elas cessavam voltava a reter os hebreus como escravos, o Senhor ordenou a Moisés e a Aarão que enchessem suas mãos de cinzas e as jogassem para os céus. Assim o fizeram e as cinzas se transformaram em úlceras em todo o Egito, tanto nos animais como nas pessoas;
7. Chuva de granizo destrói plantações: A resistência por parte do faraó se repetiu e assim, o Senhor pediu a Moisés para estender seu cajado por todo o Egito (exceto a região onde vivia o povo escolhido, o povo a ser liberto), e foi assim que uma chuva de pedras destruiu toda a plantação;
8. Nuvem de gafanhotos ataca plantações: Nesta praga, pela oitava vez o Senhor tocou no povo egípcio a fim de fazer justiça e libertar seu povo; enviou um vento que passou seguido de inúmeros gafanhotos devorando muito do que possuía o faraó. Mais uma vez ele cedeu, mas somente até a praga cessar;
9. Escuridão encobre o Sol por três dias: Desta vez, todo o céu do Egito se tornou trevas e passaram dias na escuridão (menos onde estavam os filhos de Israel). O que também não foi suficiente para convencer o faraó a libertar o povo de vez, dado que era o Senhor que fazia com que o faraó não cedesse.
10. Os primogênitos de homens e animais morrem: Esta foi a última praga, em que todos os primogênitos foram mortos, desde os animais até os servos, inclusive o filho do próprio faraó. Houve grande comoção no Egito quando por fim, após muita insistência, o faraó concordou em deixar o povo sair. De acordo com as escrituras, o faraó chegou a arrepender-se, indo atrás do povo, tentando capturá-lo de novo, porém sem sucesso, sendo que os soldados morrem afogados. Essa passagem bíblica ficou popularmente conhecida como “Deus abriu o mar vermelho”.

## Associação das Pragas e o Julgamento dos deuses
No âmbito religioso, a Bíblia diz que as pragas serviram para subjugar deuses egípcios específicos:
As águas do Rio Nilo tingem-se de sangue: Humilhação do deus-Nilo, Hápi. A morte dos peixes foi também um golpe contra a religião egípcia, pois certas espécies de peixes eram veneradas (Êx 7:19-21).
Rãs cobrem a terra: Humilhação da deusa-rã, Heqt. A rã é o símbolo da fertilidade e da ressurreição no conceito egípcio (Êx 8:5-14).
Piolhos (ou mosquitos) atormentam homens e animais: Humilhação ao deus Tot. Referente à invenção da magia ou das artes secretas. A praga resultou em os sacerdotes-magos reconhecerem a derrota, quando se viram incapazes de transformar o pó em piolhos (ou mosquitos), por meio da magia (Êx 8:16-19).
Moscas atacam homens e animais: Humilhação do deus Ptah, criador do universo, novamente Tot, senhor da magia (Êx 8:23,24).
A morte dos animais: Humilhação de vários deuses, tais como: Seráfis (Ápis) — deus sagrado de Mênfis do gado —, a deusa-vaca, Hator e a deusa-céu, Nut, imaginada como uma vaca, com as estrelas afixadas na sua barriga (Êx 9:4 e 7).
Pústulas cobrem homens e animais: Humilhação da deusa-rainha do céu do Egito, Neite (Êx 9:11).
Chuva de granizo destrói plantações: Humilhação dos deuses que controlam os elementos naturais; tais como: deus da água, Íris e deus de fogo, Osíris (Êx 9:13-35).
Nuvem de gafanhotos ataca plantações: Humilhação dos deuses responsáveis pela abundante colheita. O deus do ar, Xu e deus-inseto, Sebeque (Êx 10:12-15).
Escuridão encobre o Sol por três dias: Humilhação do deus principal do Egito, Rá, o deus-sol que foi escondido por trevas (Êx 10:23).
Os primogênitos de homens e animais morrem: Resultou na maior humilhação para os deuses egípcios, os governantes do Egito — que chamavam a si mesmos de deuses, filhos de Rá ou Amom-Rá  (Êx 12:12).